# Bredfield
Bredfield est un petit village et une paroisse (commune) du comté de Suffolk dans la péninsule d'Est-Anglie en Angleterre (Royaume-Uni). Il se trouve à environ 4 km au nord de la ville de Woodbridge, et avoisine, sur son côté nord, le village encore plus petit de Dallinghoo et, sur son côté ouest, le hameau de Boulge. Sa population en 2001 était de 308 habitants (dont 10 étudiants résidant en dehors du village). 

## Histoire
Bredfield apparait, en 1086, dans le Domesday Book (Livre du Jugement Dernier) sous le nom anglo-saxon (vieil anglais) de Brēde Feld (broad clearing - clairière large).
Le village abritait autrefois le manoir historique appelé Bredfield House  (aussi connu sous le nom "White House" - Maison blanche) où est né en 1809 le célèbre poète et écrivain anglais Edward FitzGerald. Ce dernier fut le premier traducteur vers l'anglais des Rubaïyat, un ensemble de poèmes écrits par le savant perse Omar Khayyām. Le manoir a subi des dégâts considérables pendant la Seconde Guerre mondiale et fut démoli après.